# Bătălia navală din Golful Napoli
Bătălia navală din Golful Napoli este o pictură în ulei pe panou realizată de pictorul neerlandez și flamand Pieter Bruegel cel Bătrân, realizată între 1558 și 1562. Se află în Galeria Doria Pamphilj din Roma.

## Pictura
Bruegel a călătorit în Peninsula Italică împreună cu Abraham Ortelius în 1551 și 1553. S-au oprit la Roma, Napoli și Messina. Au fost realizate multe desene, inclusiv unul care înfățișează o confruntare navală în Strâmtoarea Messina, care a fost transformat într-o gravură de Frans Huys. Veduta își ia licențe istorice și topografice: nicio astfel de bătălie nu a avut loc exact în acest cadru și nici portul nu seamănă cu reprezentarea lui Bruegel. Data exactă a compoziției este contestată; cercetătorii sunt însă de acord că vulcanul și poziționarea sa par să reflecte panteismul neoplatonic al lui Bruegel.